# Santa María del Naranco
Nhà thờ Thánh Mary tại núi Naranco (tiếng Tây Ban Nha: Iglesia de Santa María del Naranco; tiếng Asturias: Ilesia de Santa María'l Narancu) là một nhà thờ giáo hội Công giáo Rôma kiến trúc và nghệ thuật tiền Roma, kiến trúc Asturia ở đoạn dốc Monte Naranco nằm cách Oviedo 3 kilômét (1,9 mi), phía bắc Tây Ban Nha. Ramiro I of Asturias ra lệnh xây dựng nơi này là cung điện như một phần lớn hơn phức hợp bao gồm khu lân cận San Miguel de Lillo, cách đó 100 mét và được hoàn thiện năm 848. Nó chuyển thành nhà thờ vào cuối thế kỷ 13.
Nhà thờ được công nhận là di sản thế giới bởi UNESCO vào tháng 12 năm 1985. Nó được công nhận là Bien de Interés Cultural năm 1885.

## Hình ảnh

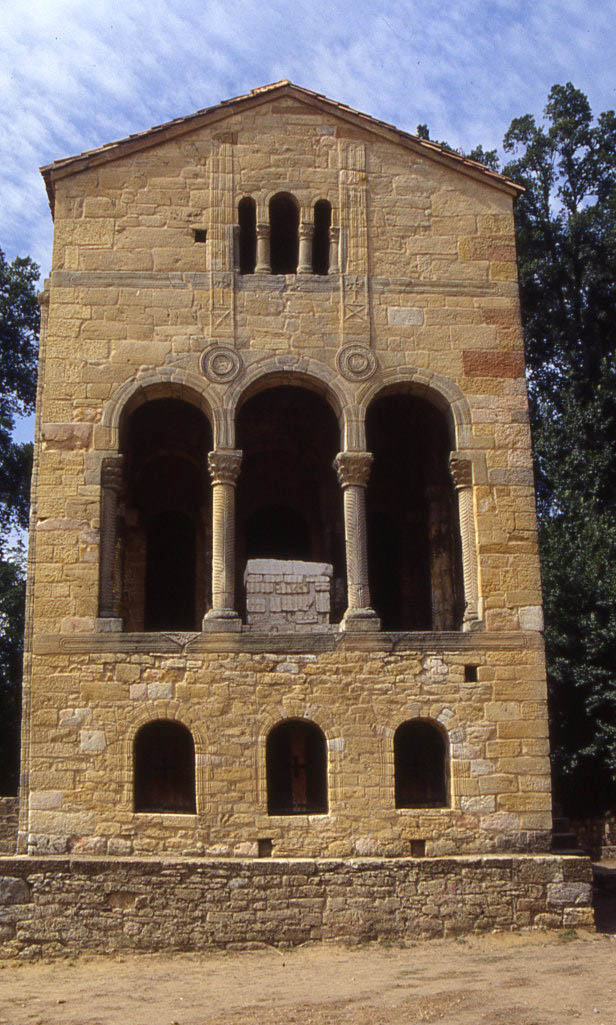
Mặt tiền với tháp canh
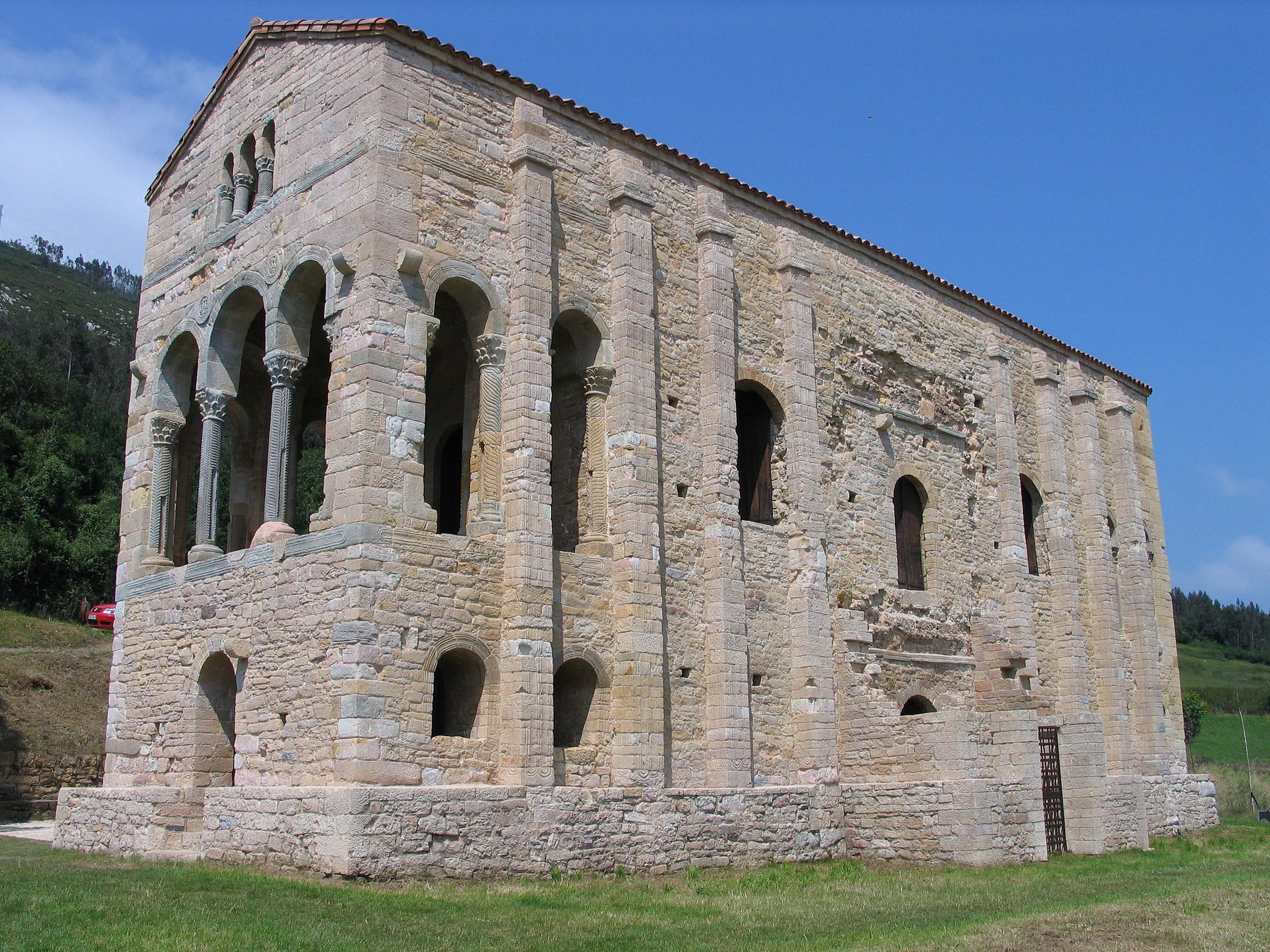
Mặt tiền bên ngoài
Bản đồ tầng trệt nhà thờ
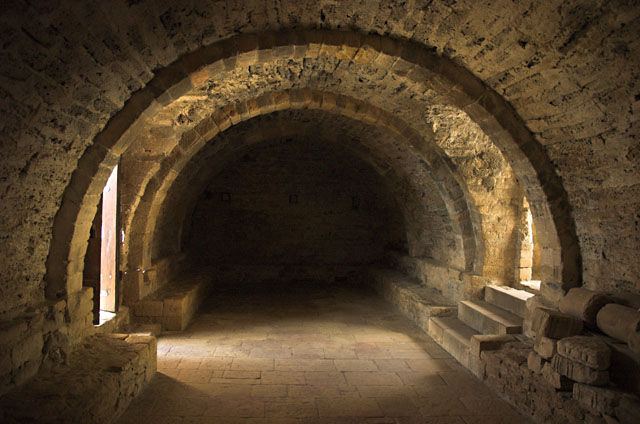
Cảnh ở tầng hầm